# Al Mina
Koordinaten: 36° 4′ 49,6″ N, 35° 59′ 13,5″ O
Al Mina (arabisch الميناء, DMG al-Mīnāʾ) war eine antike Siedlung an der Mittelmeerküste Syriens auf dem Territorium der heutigen Türkei, an der Mündung des Orontes. Möglicherweise war es eine der frühesten antiken griechischen Kolonien; von den überlieferten griechischen Historikern wird es jedoch nicht erwähnt und somit bleibt der griechische Name unbekannt.

## Geschichte
Die ältesten archäologischen Hinterlassenschaften der Siedlung, deren Beginn man mit 825 v. Chr. ansetzen kann, sind syrisch. Etwa um die Mitte des 8. Jahrhunderts v. Chr. lässt sich griechischer Einfluss anhand großer gefundener Mengen griechischer Tonwaren nachweisen. Die Gefäße erwiesen sich als euböisch. Zeitgleich finden sich auch frühsyrische und phönizische Töpfereiprodukte. Ob Al Mina eine syrische Siedlung mit syrischer Architektur und griechischen Einflüssen oder ein griechischer Handelsposten ist, wird unter Archäologen kontrovers diskutiert. Unbestritten war Al Mina ein wichtiger Handelsplatz, an dem Waren aus Urartu und – über Karawanenrouten – aus Assyrien umgeschlagen wurden.
Einzelne Forscher vertreten die Ansicht, dass über Al Mina das phönizische Alphabet und andere kulturelle sowie technologische Errungenschaften während des 8. Jahrhunderts nach Griechenland gelangten.
Um 700 v. Chr. wurde Al Mina zerstört, anschließend aber wieder neu erbaut. Gleichzeitig endet die euböische Tätigkeit in Al Mina, was sehr wahrscheinlich mit dem Lelantischen Krieg, in den die beiden euböischen Handelsmächte Chalkis und Eretria verwickelt waren, zusammenhängt. Anhand von Töpferfunden lässt sich ein griechischer Einfluss bis ins 4. Jahrhundert v. Chr. nachweisen.

## Grabungsgeschichte
Erste archäologische Grabungen fanden 1936 unter Leonard Woolley statt. Dieser hatte jedoch auf einen älteren, bronzezeitlichen Hafen gehofft und verlagerte seine Suche bald nach Alalach.
Seit 2000 wird die Orontes-Mündung im Rahmen eines interdisziplinären Forschungsprojektes untersucht. Es gelang die Veränderungen der Küstenlandschaft in den letzten sechs Jahrtausenden zu rekonstruieren. Das Zentrum der einstigen Hafenstadt Al Mina befindet sich inzwischen 1,6 km landeinwärts an einer Biegung des Orontes.